# Pasthal
Pasthal es una  ciudad censal situada en el distrito de Palghar en el estado de Maharashtra (India). Su población es de 18194 habitantes (2011). Se encuentra a 74 km de Thane y a 15 km de Palghar.

## Demografía
Según el censo de 2011 la población de Pasthal era de 18194 habitantes, de los cuales 9635 eran hombres y 8559 eran mujeres. Pasthal tiene una tasa media de alfabetización del 94,18%, superior a la media estatal del 82,34%: la alfabetización masculina es del 96,52%, y la alfabetización femenina del 91,52%.